# 五条高長
五条 高長（ごじょう たかなが）は、鎌倉時代前期から中期にかけての公卿。菅原高長・高辻高長とも。参議・菅原為長の子。官位は従二位・式部大輔。五条家の祖。

## 経歴
元仁元年12月（1225年）若くして文章生となる。嘉禄3年（1227年）に文章得業生。
安貞2年（1228年）に従五位下・甲斐権守に叙任される。兵部少輔、阿波介、大内記などを歴任し、仁治3年（1242年）に長門守に任ぜられたのち従四位下、続いて従四位上に叙される。建長6年（1254年）に、大学頭、文応元年（1260年）に文章博士と代々務めていた官職を承る。
弘長2年12月（1263年）従三位に叙され公卿に列す。文永8年（1271年）に従二位・式部大輔に叙任され、翌文永9年（1272年）に豊前権守となる。建治元年（1275年）に式部大輔を辞退した後は15年間官職に就くことはなかった。弘安7年11月24日（1285年1月1日）薨去。享年77。

## 官歴
- 貞応3年（1224年）正月26日：蔵人[1]
- 元仁元年12月（1225年1月）：文章生
- 嘉禄3年（1227年）2月6日：文章得業生
- 安貞2年（1228年）正月5日：従五位下、2月1日：甲斐権守
- 天福元年12月15日（1234年1月）：兵部少輔
- 天福2年（1234年）2月21日：従五位上（労）
- 文暦2年（1235年）9月13日：御禊次第司御後次官
- 延応2年（1240年）正月6日：正五位下（策）、正月22日：阿波介
- 仁治3年（1242年）3月7日：大内記、10月3日：長門守
- 寛元元年（1243年）7月8日：従四位下
- 宝治2年（1248年）4月8日：従四位上
- 建長6年（1254年）9月6日：大学頭
- 建長8年（1256年）正月21日：正四位下
- 文応元年（1260年）10月10日：文章博士
- 弘長2年12月21日（1263年1月）：従三位
- 文永4年（1267年）11月8日：正三位
- 文永8年（1271年）2月1日：式部大輔、7月2日：従二位
- 文永9年（1272年）7月11日：豊前権守
- 建治元年（1275年）10月8日：辞大輔

## 系譜
- 父：菅原為長
- 母：弁暁法印の娘
- 妻：不詳
  - 男子：五条長経（1241-1315）